# Škofija Hauterive
Škofija Hauterive je bivša rimskokatoliška škofija s sedežem v Baie-Comeauju (Kanada).

## Škofje
- Gérard Couturier (29. februar 1960-7. september 1974)
- Jean-Guy Couture (21. junij 1975-5. april 1979)
- Roger Ébacher (30. junij 1979-14. julij 1986)